# جيسي هندريكس
جيسي هندريكس (بالهولندية: Jessy Hendrikx)‏ هو لاعب كرة قدم هولندي، ولد في 23 يناير 2002 في Blerick ‏ في هولندا.